# Volvo 440
Volvo 440 (type K) var combi coupé-udgaven af Volvo 400-serien (440/460/480), bygget mellem september 1988 og august 1997.

## Teknik
Bilen fandtes med benzin- og dieselmotorer med slagvolume fra 1,6 til 2,0 liter (58 kW (79 hk) til 88 kW (120 hk)), som var baseret på Renault-motorer og også bygget af Renault, men teknisk optimeret i Porsches udviklingscentrum i Weissach til brug for Volvo). ABS-bremser kunne tilkøbes som ekstraudstyr. Topmodellen 440 GLT havde både ABS og ASR.
440 samt 460 og 480 blev bygget på den tidligere DAF-fabrik i Born, Holland af firmaet NedCar. Mest efterspurgt var 440 med 1,8i-motoren, som ydede 66 kW (90 hk).
I efteråret 1993 gennemgik 400-serien et teknisk og optisk facelift til modelåret 1994. Det betød en forbedring af karrosseriets passive sikkerhed, frem for alt ved sidekollisioner. ABS, førerairbag samt automatisk højdejusterbare sikkerhedsseler til forsæderne med mekaniske selestrammere blev fra dette tidspunkt standardudstyr.
440 og 460's optik blev ændret fra et kantet design (ligesom 740/760) til et rundere design (ligesom 850). Det foregik gennem modifikation af motorhjelm, kølergrill, lygter og kofangerbeklædninger.
Fra modelår 1995 kunne 440 også fås med en turbodieselmotor med ladeluftkøler og oxidationskatalysator, som ydede 66 kW (90 hk). Også denne motor kom fra Renault.
Samtlige versioner var som standardudstyr forsynet med en af Renault fremstillet femtrins manuel gearkasse. Mod merpris kunne bestemte motorversioner i stedet kombineres med en firetrins automatgearkasse, fremstillet af ZF eller en remdrevet trinløs automatgearkasse (ligesom Fiats tidssvarende system).
Fra årgang 1993 og frem kan benzinversionerne omregistreres til at opfylde Euro2. Dieselmotoren opfyldt kun Euro1, men kan dog ombygges til at kunne omregistreres til Euro2.
Bemærkelsesværdigt for 400-serien var særligt sikre køreegenskaber og en for bilklassen god passiv sikkerhed i et relativt let karrosseri. Bagakselkonstruktionen stammede i øvrigt fra konstruktionsafdelingen hos Lotus. Interessant er, at den første til at komme på markedet i foråret 1986 var sportscoupéen 480 og først i sommeren 1988 hatchbacken 440, hvis undervogn var fuldstændig identisk med 480. Sedanversionen 460 fulgte i starten af 1990 til den konservative købergruppe, dog ikke i alle lande. Den lave egenvægt resulterede ligeledes i et lavt brændstofforbrug, som i benzinversionerne ved blandet kørsel lå på mellem 7,5 og 9 liter pr. 100 km.
440 kunne fra fabrikken ikke fås som stationcar. Det belgiske firma ATC fremstillede et ombygningssæt af glasfiber-armeret plast til montering på bilens originale bagklap. Efter opgivelser fra ATC blev der fremstillet 200 af disse sæt, hvoraf 150 blev solgt på det tyske marked og resten i Holland. Sættet kom på markedet i 1994, hvorfor alle ATC-stationcars fra før efteråret 1993 er senere ombygninger.
ATC hhv. deres forgængerfirma har fremstillet et lignende sæt til Renault 25, som gennem Renault blev solgt som originalt tilbehør. Forgængerfirmaet stod ligeledes bag 480 cabriolet-prototypen.
Til sidst blev bygningen af ATC-stationcars indstillet efter klage fra Volvo.
- Volvo 440 (1993–1997)
- Bagfra
- Volvo 440 (stationcar-ombygning)

## Sikkerhed
Det svenske forsikringsselskab Folksam vurderer flere forskellige bilmodeller ud fra oplysninger fra virkelige ulykker, hvorved risikoen for død eller invaliditet i tilfælde af en ulykke måles. I rapporterne Hur säker är bilen? er/var 400-serien klassificeret som følger:
- 1999: Som middelbilen[3]
- 2001: Som middelbilen[4]
- 2003: Mindst 15% dårligere end middelbilen[5]
- 2005: Som middelbilen[6]
- 2007: Dårligere end middelbilen[7]
- 2009: Som middelbilen[8]
- 2011: Dårligere end middelbilen[9]
- 2013: Mindst 20% dårligere end middelbilen[10]
- 2015: Mindst 20% dårligere end middelbilen[11]

## Tekniske data
|                                                | 1.6 i               | 1.7                 | 1.7                 | 1.7                 | 1.7                 | 1.7                 | 1.7                 | 1.7 Turbo                       | 1.8 i                                       | 2.0 i                 | 1.9 TD                    |
| Byggeår                                        | 1993−1997           | 1988−1991           | 1988−1991           | 1988−1991           | 1988−1991           | 1988−1990           | 1988−1997           | 1988−1997                       | 1991−1997                                   | 1992−1997             | 1994−1997                 |
| Modeller                                       | Phase II            | Phase I             | Phase I             | Phase I             | Phase I             | Phase I             | Phase I+II          | Phase I+II                      | Phase I+II                                  | Phase I+II            | Phase II                  |
| Motordata                                      |                     |                     |                     |                     |                     |                     |                     |                                 |                                             |                       |                           |
| Motorkode                                      | B16F                | B18K                | B18KD               | B18KP               | B18KPD              | B18EP               | B18FP               | B18FT                           | B18U                                        | B20F                  | D19T                      |
| Motortype                                      | R4-benzinmotor      | R4-benzinmotor      | R4-benzinmotor      | R4-benzinmotor      | R4-benzinmotor      | R4-benzinmotor      | R4-benzinmotor      | R4-benzinmotor                  | R4-benzinmotor                              | R4-benzinmotor        | R4-dieselmotor            |
| Antal ventiler pr. cylinder                    | 2                   | 2                   | 2                   | 2                   | 2                   | 2                   | 2                   | 2                               | 2                                           | 2                     | 2                         |
| Ventilstyring                                  | OHC, tandrem        | OHC, tandrem        | OHC, tandrem        | OHC, tandrem        | OHC, tandrem        | OHC, tandrem        | OHC, tandrem        | OHC, tandrem                    | OHC, tandrem                                | OHC, tandrem          | OHC, tandrem              |
| Fødesystem                                     | Multipoint          | Karburator          | Karburator          | Karburator          | Karburator          | Multipoint          | Multipoint          | Multipoint                      | Monopoint                                   | Multipoint            | Forkammer                 |
| Trykladning                                    | –                   | –                   | –                   | –                   | –                   | –                   | –                   | Turbolader, ladeluftkøler       | –                                           | –                     | Turbolader, ladeluftkøler |
| Køling                                         | Vandkøling          | Vandkøling          | Vandkøling          | Vandkøling          | Vandkøling          | Vandkøling          | Vandkøling          | Vandkøling                      | Vandkøling                                  | Vandkøling            | Vandkøling                |
| Boring × slaglængde                            | 78,0 × 83,5 mm      | 81,0 × 83,5 mm      | 81,0 × 83,5 mm      | 81,0 × 83,5 mm      | 81,0 × 83,5 mm      | 81,0 × 83,5 mm      | 81,0 × 83,5 mm      | 81,0 × 83,5 mm                  | 82,7 × 83,5 mm                              | 82,7 × 93,0 mm        | 80,0 × 93,0 mm            |
| Slagvolume                                     | 1596 cm³            | 1721 cm³            | 1721 cm³            | 1721 cm³            | 1721 cm³            | 1721 cm³            | 1721 cm³            | 1721 cm³                        | 1794 cm³                                    | 1998 cm³              | 1870 cm³                  |
| Kompressionsforhold                            | 10,1:1              | 9,5:1               | 9,5:1               | 9,5:1               | 9,5:1               | 10,0:1              | 10,0:1              | 8,1:1                           | 9,7:1                                       | 9,5:1                 | 20,5:1                    |
| Maks. effekt ved omdr./min.                    | 61 kW (83 hk) 5500  | 60 kW (82 hk) 5100  | 58 kW (79 hk) 5000  | 66 kW (90 hk) 5800  | 64 kW (87 hk) 5700  | 80 kW (109 hk) 5800 | 75 kW (102 hk) 5600 | 88 kW (120 hk) 5500             | 66 kW (90 hk) 6000                          | 81 kW (110 hk) 5400   | 68 kW (92 hk) 4500        |
| Maks. drejningsmoment ved omdr./min.           | 126 Nm 4000         | 130 Nm 3300         | 128 Nm 3300         | 131 Nm 3600         | 130 Nm 3600         | 145 Nm 4200         | 142 Nm 3900         | 175 Nm 3300                     | 140 Nm 2500                                 | 165 Nm 3500           | 180 Nm 2250               |
| Kraftoverførsel                                |                     |                     |                     |                     |                     |                     |                     |                                 |                                             |                       |                           |
| Drivende hjul                                  | Forhjul             | Forhjul             | Forhjul             | Forhjul             | Forhjul             | Forhjul             | Forhjul             | Forhjul                         | Forhjul                                     | Forhjul               | Forhjul                   |
| Gearkasse (standardudstyr)                     | 5-trins manuel      | 5-trins manuel      | 5-trins manuel      | 5-trins manuel      | 5-trins manuel      | 5-trins manuel      | 5-trins manuel      | 5-trins manuel                  | 5-trins manuel                              | 5-trins manuel        | 5-trins manuel            |
| Gearkasse (ekstraudstyr)                       | –                   | –                   | –                   | 4-trins automatisk  | 4-trins automatisk  | 4-trins automatisk  | 4-trins automatisk  | 4-trins automatisk              | 4-trins automatisk eller trinløs CVT        | 4-trins automatisk    | –                         |
| Præstationer1                                  |                     |                     |                     |                     |                     |                     |                     |                                 |                                             |                       |                           |
| Topfart                                        | 165 km/t            | 170 km/t            | 170 km/t            | 175 km/t            | 175 km/t            | 185 km/t            | 180 km/t            | 200 km/t (184 km/t)             | 175 km/t                                    | 190 km/t (185 km/t)   | 180 km/t                  |
| Acceleration 0-100 km/t                        | 12,8 sek.           | 12,5 sek.           | 12,5 sek.           | 11,5 sek.           | 11,5 sek.           | 10,8 sek.           | 11,0 sek.           | 9,0 sek. (10,3 sek.)            | 11,5 sek. (12,0 sek.) [11,1 sek.]           | 10,2 sek. (11,6 sek.) | 12,0 sek.                 |
| Brændstofforbrug pr. 100 km ved blandet kørsel | 7,4 liter Blyfri 95 | 7,7 liter Blyfri 95 | 7,7 liter Blyfri 95 | 6,8 liter Blyfri 95 | 6,8 liter Blyfri 95 | 7,5 liter Blyfri 95 | 7,5 liter Blyfri 95 | 8,1 liter (9,0 liter) Blyfri 95 | 8,1 liter (8,8 liter) [7,7 liter] Blyfri 95 | 8,1 liter Blyfri 95   | 5,8 liter Diesel          |

Samtlige versioner med benzinmotor er E10-kompatible.

## Efterfølger
Den i joint venture med Mitsubishi fremstillede efterfølger Volvo V40 kom på markedet i sommeren 1995, men alligevel fortsatte 440 i produktion sideløbende med V40 yderligere to år.